# 沖縄對話
沖縄對話（おきなわたいわ）は、1880年（明治13年）に沖縄県学務課が編纂した、当時の琉球方言（沖縄語）と標準語（山手方言）との対比により教師、子弟および県民の標準語教育を推進するための便覧書である。
明治初頭、琉球処分および沖縄県の設置（1879年）直後の間もない時期に当時の沖縄で使用されていた語彙を如実に知る事ができる。

## 主な語彙一覧

### 名詞

#### 人称代名詞
- うんじゅ - あなた
- うんじゅなー - あなたがた

#### 代名詞
- くぬ - この

#### 一般
- ぐる - 頃
- くんづち - 今月
- せーちゅう - 最中。「盛り」の意
- ちぬー - 昨日
- ちゅー - 今日
- てんち- 天気
- なま - 今、只今
- はちうえ - 盆栽。（鉢植え）
- はだむち - 気候。（肌持ち）
- むむ - 桃
- むめー - 梅
- んな - 皆

### 動詞・助動詞
- うやびらん - ございます。（中古日本語「～や侍らん」）
- なとーる - なった、なっておる
- ふく - 鳴く。（中古日本語「吹く」）
- みいゆる - みえます

### 形容動詞
- あん - さよう、そう

### 形容詞
- いー 、えー - 良い
- うふ （さん） - 大きい
- ふぇー（さん） - 早い

### 副詞
- いつでん - いつでも（九州方言）
- うへー - すこし
- どっと - だいぶ、しきりに
- なー - もはや、もう

### 助詞
- ぬ - ～の
- や - ～は

### 語尾・接尾詞
- ～さん：「さあり」から。形容詞接尾辞
- でーびる：〜でございます。（中古日本語「～で侍る」）

### 間投詞・指示代名詞
- うー：はい

## 書誌情報
- 『沖縄對話』（1880年）、沖縄県学務課